# SFTPD
SFTPD (англ. Surfactant protein D) – білок, який кодується однойменним геном, розташованим у людей на короткому плечі 10-ї хромосоми. Довжина поліпептидного ланцюга білка становить 375 амінокислот, а молекулярна маса — 37 728.
| 10         |  | 20         |  | 30         |  | 40         |  | 50         |
| ---------- |  | ---------- |  | ---------- |  | ---------- |  | ---------- |
| MLLFLLSALV |  | LLTQPLGYLE |  | AEMKTYSHRT |  | MPSACTLVMC |  | SSVESGLPGR |
| DGRDGREGPR |  | GEKGDPGLPG |  | AAGQAGMPGQ |  | AGPVGPKGDN |  | GSVGEPGPKG |
| DTGPSGPPGP |  | PGVPGPAGRE |  | GPLGKQGNIG |  | PQGKPGPKGE |  | AGPKGEVGAP |
| GMQGSAGARG |  | LAGPKGERGV |  | PGERGVPGNT |  | GAAGSAGAMG |  | PQGSPGARGP |
| PGLKGDKGIP |  | GDKGAKGESG |  | LPDVASLRQQ |  | VEALQGQVQH |  | LQAAFSQYKK |
| VELFPNGQSV |  | GEKIFKTAGF |  | VKPFTEAQLL |  | CTQAGGQLAS |  | PRSAAENAAL |
| QQLVVAKNEA |  | AFLSMTDSKT |  | EGKFTYPTGE |  | SLVYSNWAPG |  | EPNDDGGSED |
| CVEIFTNGKW |  | NDRACGEKRL |  | VVCEF      |  |            |  |            |

A: Аланін

C: Цистеїн

D: Аспарагінова кислота

E: Глутамінова кислота

F: Фенілаланін

G: Гліцин

H: Гістидин

I: Ізолейцин

K: Лізин

L: Лейцин

M: Метіонін

N: Аспарагін

P: Пролін

Q: Глутамін

R: Аргінін

S: Серин

T: Треонін

V: Валін

W: Триптофан

Задіяний у таких біологічних процесах, як імунітет, вроджений імунітет. 
Білок має сайт для зв'язування з іоном кальцію, лектинами. 
Локалізований у позаклітинному матриксі.
Також секретований назовні.